# Metsküla (Jaani)
Metsküla – wieś w Estonii, w prowincji Viljandi, w gminie Suure-Jaani.